# FC Cincinnati 2
El FC Cincinnati 2 es un equipo de fútbol de estados Unidos que juega en la MLS Next Pro, la tercera división nacional.

## Historia
Fue fundado el 6 de diciembre de 2021 en la ciudad de Cincinnati, Ohio como el equipo filial del FC Cincinnati de la MLS como uno de los equipos participantes de la primera temporada de la MLS Next Pro en 2022.

## Estadio
El 24 de febrero de 2022 se anunció que el club jugaría de local en su temporada inaugural en tres sedes diferentes. Su sede principal sería el NKU Soccer Stadium con capacidad para 1000 espectadores ubicada en la Northern Kentucky University en Highland Heights, Kentucky. Otra de sus sedes sería el Mercy Health Training Center, su campo de entrenamiento en Milford, Ohio con capacidad para 500 espectadores. El tercer estadio sería el TQL Stadium, el estadio del primer equipo, con capacidad para 26 000 espectadores ubicado en Cincinnati, Ohio.

## Jugadores y cuerpo técnico
- Más jugadores a préstamo desde el primer equipo, jugadores seleccionados de los Drafts y jugadores a prueba.